# 白吕
白吕（1961年9月—），山西应县人，中国人民解放军中将。

## 生平
1983年8月加入中国共产党。山西大学哲学系毕业，国防大学硕士研究生学历。曾任山西省军区政治部干事，北京军区政治部干事、政治部办公室秘书，期间开始担任时任北京军区政治部主任方祖岐的秘书。1993年，方祖岐升任南京军区政委，白吕随之转任南京军区司令部办公室秘书、副主任。2000年底，方祖岐到龄退役。次年初，白吕转任南京军区政治部干部部副部长（其间曾代职陆军第一集团军防空旅政委）。2005年，任陆军第一集团军某师政委。2008年4月，任陆军第十二集团军政治部主任。2011年2月，任陆军第十二集团军政委。2013年，任陆军第一集团军政委。2015年7月，任成都军区副政委。
2016年2月，任中国人民解放军南部战区副政委兼南部战区陆军政委。2020年12月，任军事科学院政治委员。
2009年7月，晋升少将军衔。2016年7月，晋升中将军衔。